# Радиатор отопления
Радиатор отопления (неофициальное народное название — батарея отопления, также «излучатель») (от лат. radius «луч») — конвективно-радиационный отопительный прибор, внутри которого обычно циркулирует теплоноситель (обычно — вода), используются и маслянные радиаторы. Тепло от радиатора отводится излучением, конвекцией и теплопроводностью; доля тепла, отводимая излучением, увеличивается при окраске радиатора в тёмный цвет.
Секция радиатора отопления — наименьший конструктивный элемент батареи радиатора отопления. Обычно представляет собой полую литую из чугуна или алюминия двутрубчатую конструкцию, оребрёную для улучшения термопереноса способами излучения и конвекции. Существуют также штампованные стальные секции радиаторов отопления, состоящие из двух сваренных между собой половинок. Чугунные секции радиаторов отопления изготавливаются обычно по выбиваемым или выплавляемым моделям (модельное литьё), алюминиевые — по выплавляемым и методом центробежного литья.
Секции батареи радиаторов отопления соединяются между собой в батареи при помощи радиаторных ниппелей, подвод и отвод теплоносителя (пара или горячей воды) производится через ввёрнутые муфты, лишние (неиспользуемые) отверстия заглушаются резьбовыми заглушками, в которые иногда вворачивается кран для дренажа воздуха из системы отопления. Окраска собранной батареи производится, как правило, после сборки.

## История
Первый отопительный радиатор, изготовленный из чугуна, изобрёл в 1855 году и реализовал на практике во второй половине XIX века в Санкт-Петербурге российский заводчик и предприниматель Франц Карлович Сан-Галли (1824—1908). Также именно Сан-Галли впервые предложил термин «батарея» в контексте отопления.

## Чугунные радиаторы
Чугунные (обычно серый чугун) секционные отопительные радиаторы предназначены для систем центрального отопления жилых, общественных и производственных зданий с большим числом этажей. Они отличаются значительной тепловой мощностью на единицу длины прибора и, соответственно, компактностью. Чугунные радиаторы также маловосприимчивы к плохому качеству теплоносителя и стойки к коррозии.
Чугунные радиаторы прочны и достаточно долговечны. Их большая масса и водовместимость, с одной стороны, обеспечивает им высокую теплоёмкость и, соответственно, тепловую инерционность, позволяя сглаживать резкие изменения температуры в помещении; однако она же является и недостатком, создавая трудности при монтаже или обслуживании. Также к недостаткам относится тенденция межсекционных прокладок к деградации; при длительной эксплуатации (свыше 40 лет) возможно разрушение радиаторных ниппелей. К недостаткам относится и хрупкость чугуна. Чугунным радиаторам требуется периодическая покраска; кроме того, стенки внутренних каналов шершавые и пористые, что со временем приводит к образованию налёта и падению теплоотдачи. Рабочее давление чугунной секции — не более 6-10 атм.
- Чугунный радиатор отопления с декоративным оформлением
- Радиатор отопления со встроенной сушилкой
- Многосекционный подвесной чугунный радиатор отопления
- Чугунный пластинчатый радиатор отопления
- Чугунный радиатор с ножками с расположением секций в продольном направлении
- Чугунный радиатор с каналами для создания конвекции воздуха

## Алюминиевые радиаторы
Алюминиевые (его сплавы, к примеру силумин, дюралюминий) радиаторы на сегодняшний день считаются наиболее эффективными по причине высокой теплопроводности алюминия и повышенной за счет выступов и ребер площади поверхности радиатора. Практически все современные радиаторы, рассчитанные для работы в системах центрального отопления, имеют рабочее давление более 12 атм, опрессовочное — более 18 атм.
К достоинствам алюминиевых радиаторов относится лёгкость, небольшие размеры, высокое[уточнить] рабочее давление, максимальный уровень теплоотдачи, большая площадь сечения межколлекторных трубок.
Существенным недостатком алюминиевых радиаторов является коррозия алюминия в водной среде, особенно ускоряющаяся при контакте двух разнородных металлов или наличии в отопительной сети блуждающих токов. Коррозии алюминия и его сплавов способствует разрушение защитной оксидной плёнки на его поверхности кислотами, щелочами, хлором, солями меди и т. д., некоторые из которых могут содержаться в средствах для водоподготовки, удаления накипи при промывании системы отопления, антифризах, применяемых в индивидуальных системах отопления.
Алюминий является активным металлом, и если покрывающая его поверхность оксидная плёнка оказывается нарушенной, то при контакте с водой последняя разлагается с выделением водорода. Если отопительный прибор герметично закрыт, возрастающее давление газа может привести к разрыву радиатора. С этим явлением борются при помощи нанесения на контактирующие с водой поверхности полимерного покрытия, которое также улучшает антикоррозионные свойства, позволяя использовать теплоносители с уровнем pH от 5 до 10; уменьшает гидродинамическое сопротивление, предотвращает засоры и налипания. В случае, если радиатор не имеет внутреннего полимерного покрытия, перекрывать краны на подводящих трубах запрещается.
Алюминиевые радиаторы чаще всего делят на три основных типа: литые с цельными секциями, экструдированные с механически соединенным набором секций и комбинированные, сочетающие в себе качества обоих этих типов. Экструзивные радиаторы дешевле и уступают по техническим характеристикам литым. Отличить модель, изготовленную методом экструзии, можно по наличию сварных швов. Для работы в условиях высокого[какой?] рабочего давления используются биметаллические радиаторы, изготавливаемые из алюминия и стали.

### Цельные алюминиевые радиаторы
Эти радиаторы конструктивно состоят из профилей, изготовленных экструзией и соединённых между собой сваркой. Используемый в них алюминий не требует каких-либо добавок и поэтому сохраняет свою пластичность; соответственно, внешние ударные воздействия и внутренние гидроудары не вызывают сколов рёбер и растрескиваний таких радиаторов. Отсутствие межсекционных прокладок в таких радиаторах придаёт им прочность и надёжность, а при наличии внутреннего полимерного покрытия их долговечность может превосходить долговечность чугунных радиаторов. Однако, поскольку их конструкция является неразборной, они не могут быть наращены в процессе эксплуатации.

### Секционные алюминиевые радиаторы
Такие радиаторы конструктивно состоят из секций, изготовленных литьём под давлением, которые соединяются между собой с помощью резьбовых соединительных элементов (ниппелей); межсекционное соединение герметизируется с помощью прокладок из паронита, высокотемпературного силикона или иных материалов. Секционность предоставляет возможность нарастить радиатор в ходе эксплуатации или заменить повреждённую секцию, однако наличие межсекционных соединений отрицательно сказывается на надёжности; помимо этого, внутренняя поверхность секций отличается большей шероховатостью.

## Стальные радиаторы

### Стальные конвекционные радиаторы
К примеру, КСК-20, широко распространённые в СССР в крупнопанельных домах.
- Стальной конвекционный радиатор без кожуха

### Стальные панельные радиаторы
Такой радиатор представляет собой прямоугольную панель, состоящую из двух сваренных вместе стальных листов с отштампованными углублениями, при сварке образующих каналы для циркуляции теплоносителя. Иногда для увеличения теплоотдачи к тыльной стороне панели привариваются П-образные стальные рёбра. Несколько таких панелей могут объединяться в пакет и закрываться сверху и с боков декоративными планками.
Выпускаются панели различной высоты и ширины, что позволяет создать прибор любой тепловой мощности. Панельные радиаторы имеют небольшую глубину и мало весят; соответственно, их тепловая инерционность незначительна. Площадь нагреваемой поверхности панелей весьма велика и стимулирует интенсивное движение нагретого воздуха — доля теплового потока, передаваемая конвекцией, достигает 75 %, что позволяет отнести эти приборы к типу конвекторов.
Для изготовления панелей используется низкоуглеродистая сталь с повышенной коррозионной стойкостью. Поверхность стали обезжиривают, фосфатируют, покрывают порошковой эмалью и термообрабатывают.
В случаях, когда система отопления имеет прямое сообщение с атмосферой (например, через открытый расширительный бак), эти радиаторы склонны к коррозии, и их срок службы может составлять всего несколько лет.
К недостаткам панельных стальных радиаторов следует отнести небольшое рабочее давление, на которое они рассчитаны, чувствительность к гидравлическим ударам, незащищённость внутренней поверхности от коррозионного воздействия воды. Эти свойства ограничивают сферу их применения автономными системами отопления с хорошей водоподготовкой. Кроме того, тыльные поверхности приборов труднодоступны для удаления пыли.
В большинстве случаев панельные радиаторы рассчитываются на рабочее давление от 6 до 8,7 атм, опрессовочное — до 13 атм и максимальную температуру теплоносителя 110 °C. Их рекомендуется использовать в индивидуальном и малоэтажном строительстве, а при наличии индивидуального теплового пункта — в зданиях любой этажности.

### Стальные секционные радиаторы
Внешне эти радиаторы напоминают чугунные, однако их секции соединяются друг с другом не резьбовыми ниппелями, а при помощи точечной сварки. Они являются более прочными и долговечными и рассчитаны на рабочее давление от 10 до 16 атм. Однако из-за особенностей технологии производства стоимость этих радиаторов достаточно высока, что и обуславливает их относительно невысокую популярность.

### Стальные трубчатые радиаторы
Трубчатые стальные радиаторы представляют собой сварную трубчатую конструкцию и являются наиболее дорогостоящими. Они выпускаются в расчете на рабочее давление 10-15 атм. Сварные стыки минимизируют вероятность протечек, но недостатком этих радиаторов является малая толщина стали (1 мм и менее).

### Биметаллические радиаторы
Биметаллические радиаторы отличаются от алюминиевых наличием стальных внутренних элементов (стальные трубки, контактирующие с теплоносителем, соединённые на сварке). Конструкция этих радиаторов такова, что запас прочности превышает все возможные давления в системе многократно (рабочее давление может достигать 25 атм, а разрушающее - до 100 атм.), контакт теплоносителя с алюминием сведен практически к нулю. 

## Масляные радиаторы
Масляный радиатор состоит из герметичного корпуса, заполненного минеральным маслом, в котором расположен электронагреватель. Тепло от последнего передаётся маслу, затем — корпусу, температура которого при этом не превышает 60-70 °C, а от него — окружающему воздуху.
Использование масла как теплоносителя исключает возможность появления ржавчины.
В системах отопления, где для теплопереноса используется вода и возможно появление процесса коррозии металлических деталей, после окончания отопительного сезона производится удаление влаги продувкой сухим сжатым воздухом.

## Теплоконтурные радиаторы
В основе энергоэффективной работы теплоконтурного радиатора лежит принцип парового отопления. Высокая эффективность отопления паром является общеизвестным фактом, именно паровое отопление используется уже более 100 лет. При изготовлении энергоэффективного теплоконтурного радиатора удалось сохранить все преимущества парового отопления, при этом избавившись от его недостатков. Теплоконтурный радиатор представляет собой металлическую герметичную конструкцию, принцип работы которого основан на использовании энергии фазового перехода пар — жидкость, пар с большой скоростью распространяется по всему объёму радиатора, конденсируется на внутренней поверхности, передавая свою энергию, тем самым быстро и равномерно нагревая весь радиатор.